# North Shore (Sydney)
North Shore é uma região no norte de Sydney, em Nova Gales do Sul, Austrália, geralmente se referindo aos subúrbios localizados no lado norte do porto de Sydney até Wahroonga, e subúrbios entre Middle Harbour e o rio Lane Cove.
O termo "North Shore", usado para descrever esta região de Sydney, é consuetudinário, não legal ou administrativo, e muitas vezes é subjetivo.

## História
A região agora conhecida como Costa Norte era o lar de vários clãs dos Eora. Entre eles estava o povo Cammeraygal, cujas terras tradicionais estavam localizadas dentro do que são hoje as áreas de governo local de Lower North Shore, North Sydney, Willoughby, Mosman, Manly e Warringah. O povo Cammeraygal viveu na área até a década de 1820 e está registrado como estando nas partes do norte da região de Sydney por aproximadamente 5.800 anos. O subúrbio de Lower North Shore, Cammeray, recebeu o nome do clã, embora o clã Cameragal tenha se concentrado em Kayyeemy, ou Manly Cove.
Outros clãs incluíam:
- Boregegal em Bradleys Head[4]
- Cannalgal na Praia de Manly[4]
- Birrabirrigal em The Spit[4]
- Gorualgal em Georges Head em Mosman[4]

Após a fundação de Sydney pelos britânicos em 1788, a ocupação da Costa Norte do porto ficou bastante limitada. Um dos primeiros colonos foi James Milson, que morava nas proximidades da Jeffrey Street em Kirribilli, em frente à Sydney Cove. As primeiras atividades na área incluíam corte de árvores, construção de barcos e cultivo de pomares em áreas limitadas de solo fértil. A linha ferroviária North Shore foi construída na década de 1890. O acesso ao CBD de Sydney, localizado na costa sul do porto, permaneceu difícil até a conclusão da Sydney Harbour Bridge em 1932. Isso levou ao início do desenvolvimento de subúrbios na Costa Norte.

## Geografia

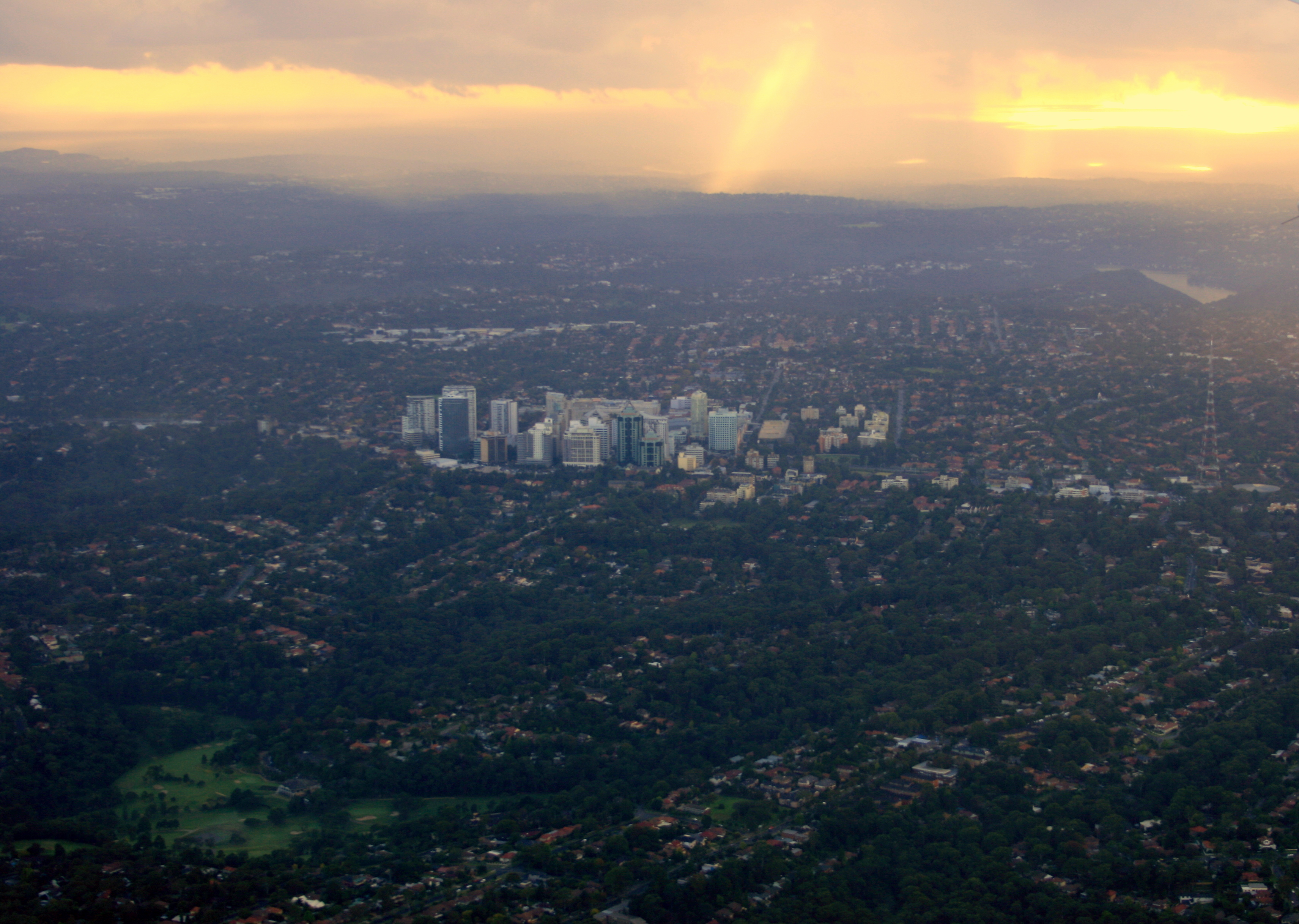
O subúrbio de Chatswood é um distrito administrativo e comercial regional na North Shore

"North Shore" é um termo usado para descrever uma região do norte de Sydney. É um termo costumeiro, não administrativo ou legal, e seus limites não são definitivos. A leste e ao norte desta fronteira estão a região de Northern Beaches e a oeste está a região geral de Northern Sydney.
Nesta concepção, a North Shore corresponde aproximadamente às paróquias cadastrais (usadas para fins de título de propriedade) de Willoughby (no sul) e Gordon (no norte).
A maioria dos subúrbios de North Shore faz parte do Planalto de Hornsby, um grande planalto de arenito coberto por um sistema de cumes e ravinas. O Planalto começa ao norte de Port Jackson e vai até o Rio Hawkesbury. Assim, grande parte da Costa Norte é acidentada, com muitos vales íngremes que descem até o porto e os rios de ambos os lados.

### Upper North Shore

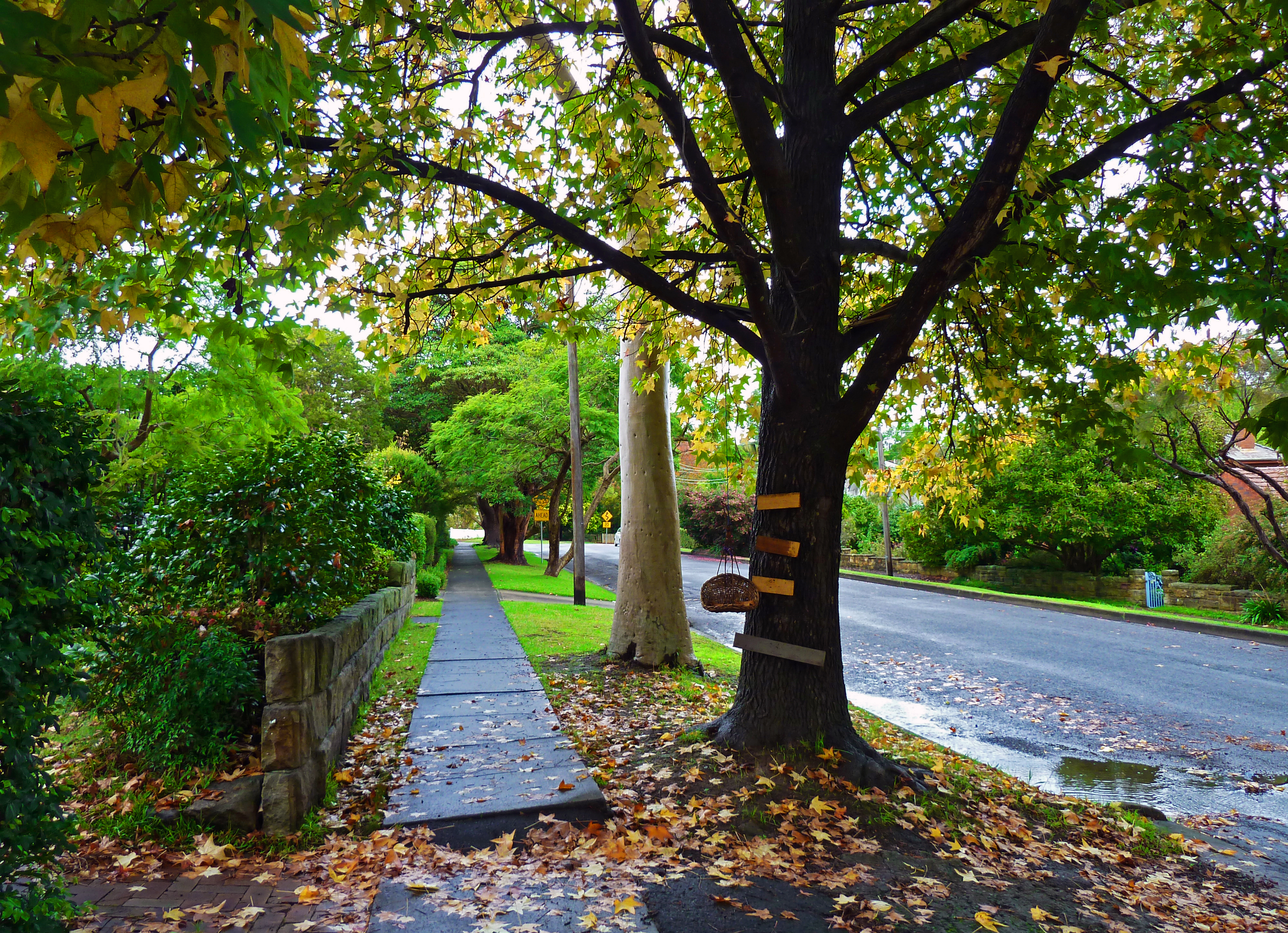
Rua suburbana em Lindfield, um subúrbio da Upper North Shore

De acordo com dados coletados pelo Australian Bureau of Statistics no censo australiano de 2016, a área de governo local do Conselho Ku-ring-gai, que compõe quase a totalidade da região de Upper North Shore, é a área de governo local mais rica da Austrália.

### Lower North Shore

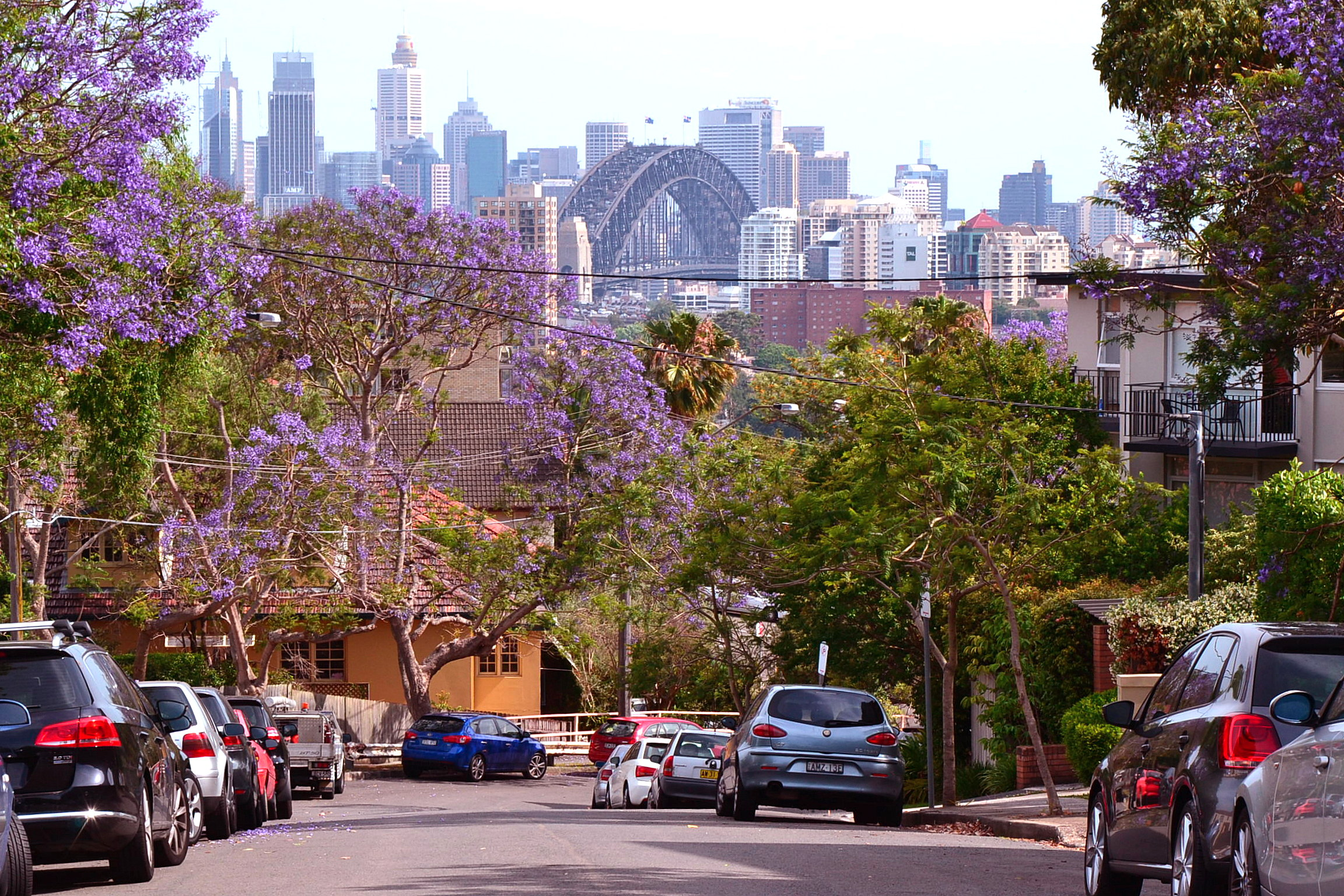
Rua suburbana em Neutral Bay, um subúrbio da Lower North Shore

"Lower North Shore" geralmente se refere à terra localizada ao norte da Sydney Harbour Bridge, entre Lane Cove River e Middle Harbour e ao norte até Boundary Street. O Lower North Shore corresponde aproximadamente à Paróquia de Willoughby, uma unidade cadastral usada para fins de título de terra.
Em 2016, o governo de NSW propôs a fusão de três dos quatro conselhos da costa norte inferior (conselhos de Mosman, Willoughby e North Sydney). Em julho de 2017, o governo de Berejiklian decidiu abandonar a fusão forçada das áreas de governo local de North Sydney, Willoughby e Mosman.
Port Jackson, incluindo o Rio Parramatta, o Rio Lane Cove, o Porto de Sydney e o Porto Middle, define a extensão mais ao sul da região.

## Transporte
As principais rotas rodoviárias na Costa Norte são a Military Road, a Pacific Highway, a Warringah Expressway, bem como partes da Pennant Hills Road, Ryde Road, Epping Road e Mona Vale Road.
Grande parte da North Shore é acessível ao transporte ferroviário, com a linha ferroviária North Shore fornecendo serviços ferroviários entre o distrito comercial central de Sydney, North Sydney e Hornsby via Chatswood . O Sydney Metro Northwest atende os subúrbios de Chatswood, North Ryde, Macquarie Park, Macquarie University e Epping antes de continuar para Tallawong no Hills District, substituindo a antiga linha ferroviária de Epping a Chatswood após quase 10 anos de serviço. A etapa restante da Sydney Metro City &amp; Southwest até Lower North Shore e Bankstown está prevista para ser concluída em 2024. A linha de metrô concluída proporcionará trânsito rápido entre North West Sydney e South West Sydney via Lower North Shore.
Muitas linhas de ônibus também atendem a área, particularmente a parte baixa da North Shore, e balsas conectam muitos dos subúrbios do porto com Circular Quay no distrito comercial central.

## Atrações
O Lower North Shore tem muitos marcos únicos, como: a Sydney Harbour Bridge, o Zoológico de Taronga em Mosman, a Admiralty House (residência do Governador-Geral da Austrália em Sydney), a Kirribilli House (residência do Primeiro-Ministro da Austrália em Sydney), o Luna Park e a Balmoral Beach.
A região abriga centenas de parques e reservas, incluindo o Parque Nacional Sydney Harbour e o Parque Nacional Lane Cove. Os principais campos esportivos locais incluem o North Sydney Oval, o maior da região em capacidade, e o Chatswood Oval.

## Mídia
Os jornais locais são o Sydney Observer, o Hornsby and Upper North Shore Advocate, o The North Shore Times, o The Mosman Daily, o Northern District Times e a publicação de estilo de vida local de North Shores, Northside .

## Política
Ao longo da história e em todos os três níveis políticos (federal, estadual e local), North Shore tem sido um reduto do Partido Liberal, o principal partido liberal conservador de centro-direita da Austrália. No entanto, nos últimos anos, os independentes teal (independentes de centro ou centro-esquerda que são economicamente liberais, mas ambiental e socialmente progressistas, a maioria dos quais são mulheres, cujas campanhas são financiadas principalmente pela Climate 200, uma organização fundada e liderada pelo empresário Simon Holmes à Court que defende a ação climática) ganharam apoio na área. No entanto, a nível estadual, o Partido Liberal conseguiu resistir aos desafios dos candidatos teal.

## Clima
Como o resto da bacia de Sydney, a Costa Norte tem um clima subtropical úmido (Köppen Cfa). Turramurra recebe uma das maiores precipitações na área de Sydney, com uma média de 1 400 milímetros (55 pol) por ano. As partes interiores da North Shore são um pouco mais frias do que outras áreas da bacia de Sydney nos meses de inverno, particularmente o CBD, e quanto mais para o interior a área (particularmente a Upper North Shore), mais frio o clima.